# Ritch Shydner
Ritchie A. „Ritch“ Shydner  (* 3. Dezember 1952 in Pennsville, New Jersey) ist ein US-amerikanischer Stand-up-Comedian, Comicautor und Schauspieler. Dem deutschen Publikum wurde er primär durch seine Nebenrolle des Luke Ventura in der US-amerikanischen Sitcom Eine schrecklich nette Familie (Originaltitel: Married... with Children) bekannt.

## Leben und Karriere
Ritch Shydner wurde in der Kleinstadt Pennsville, New Jersey, geboren und studierte dort Wirtschaft und Soziologie am Gettysburg College. Am Gettysburg College schrieben und produzierten er und sein Freund Camillo "Mad-Dog" Melchiorre diverse Comedy-Sketche für Elternwochenenden und Bruderschaftsveranstaltungen. Carmen "Honest-Abe" Volpecelli und Pluto "Fenderhead" Dombrosky trugen ebenfalls zu ihrem berühmten Used Car Salesman-Sketch bei. Nach seinem Abschluss arbeitete Shydner als Aushilfslehrer in Pennsville und leitete eine Musikband. Er begann für einen Kongressabgeordneten zu arbeiten, was sein Interesse an der juristischen Fakultät weckte. Als Student an der George Mason University in Fairfax, Virginia, entschied er sich, Stand-up-Comedian zu werden. Er begann zu schreiben und schickte Material an das MAD Magazine und an National Lampoon, fand jedoch nur mäßigen Erfolg. Kurz darauf begann Shydner mit der Stand-up-Comedy.

## Werdegang
Als Stand-up-Comedian trat Shydner in der The Tonight Show mit Johnny Carson und Jay Leno sowie Late Night mit David Letterman zahlreiche male auf. Er führte ein halbstündiges HBO-Special mit dem Titel One Night Stand durch und war auch Gast bei Comics Unleashed. Shydner hat zusammen mit dem Komiker Mark Schiff in einem 2006 erschienenen Buch mit dem Titel I Killed die Geschichten von Komikern auf der Straße zusammengestellt. Shydner war 2010 in dem Dokumentarfilm I Am Comic zu sehen, in dem er durch das Land reiste und verschiedene Comedians interviewte. Dieser Prozess führte letztendlich dazu, dass er nach 13 Jahren Pause wieder auf der Bühne stand.
Als Schauspieler spielte Shydner Al Bundys Kollegen und Freund Luke Ventura in Eine schrecklich nette Familie und gastierte in anderen TV-Shows wie Designing Women, Roseanne und Dr. Katz, Professional Therapist. Zu seinen Filmrollen gehören unter anderem Beverly Hills Cop II und Roxanne. Shydner war Autor bei Sitcoms wie Roseanne, The Jeff Foxworthy Show und Titus. Er schrieb auch Drehbücher für die Sitcom Becker. Außerdem schrieb er für die Sänger Kenny Rogers und Pam Tillis sowie für den Bauchredner David Strassman. Shydners Einflüsse sind Art Carney, Lenny Bruce, Red Skelton und George Carlin.